# Alfa Romeo 177
Der Alfa Romeo 177 war ein Rennwagen, mit dem der italienische Staatskonzern Alfa Romeo nach fast dreißigjähriger Unterbrechung 1979 werksseitig in die Formel 1 zurückkehrte. Konstrukteur war Alfa Romeos Sportabteilung Autodelta. Das auch als „Alfa-Alfa“ bezeichnete Auto erschien, nachdem es zwölf Monate lang privat getestet worden war, 1979 zu drei Weltmeisterschaftsläufen. Es war bei seinem ersten Einsatz bereits technisch veraltet und erreichte keine Weltmeisterschaftspunkte.

## Hintergrund
Alfa Romeo war einer der stärksten Wettbewerber im Motorsport vor dem Zweiten Weltkrieg. Nach dem Krieg beteiligte sich Alfa Romeo in den Jahren 1950 und 1951 werksseitig an der neu etablierten Formel 1. In beiden Jahren dominierte Alfa Romeo mit dem Tipo 158 die Championate; Alfas Werksfahrer Giuseppe Farina und Juan Manuel Fangio wurden 1950 bzw. 1951 die ersten Fahrerweltmeister der Formel 1.
Nachdem sich Alfa Romeo in den folgenden Jahren auf Sportwagenrennen konzentriert hatte, begann das Unternehmen am Ende der 1960er-Jahre, Motoren an unterschiedliche britische Formel-1-Teams zu liefern. 1968 war Cooper als Alfa-Kunde im Gespräch, 1970 erhielt McLaren und im folgenden Jahr das Werksteam von March italienische Achtzylindermotoren, die von den Triebwerken des Rennsportwagens Alfa Romeo Tipo 33 abgeleitet waren. Das Projekt galt als „mäßig ambitioniert“; die Belieferung der britischen Teams erfolgte in erster Linie, „um mit der Formel 1 in Kontakt zu bleiben“. Weltmeisterschaftspunkte ließen sich in diesen Verbindungen nicht erreichen. 1976 entwickelte Autodelta ein neues Triebwerk, das ausschließlich auf die Formel 1 zugeschnitten war. Das oft als Boxermotor bezeichnete Triebwerk vom Typ 115-12 erhielt Bernie Ecclestones Team Brabham drei Jahre lang exklusiv. In den Jahren des aufkommenden Groundeffects erwies sich der flache, weit in die Seitenkästen hineinragende Motor als hinderlich. Für Brabham entstand deshalb ein schmaler Zwölfzylinder-V-Motor mit einem auf 60 Grad reduzierten Bankwinkel (Typ 1260), der ab 1979 lieferbar war.
1977 entwickelte Carlo Chiti, der Leiter von Autodelta, die Idee, ein eigenes Auto mit einem Alfa-Romeo-Motor in der Formel 1 an den Start zu bringen. Einige Beobachter sehen hierin eine Reaktion auf die mangelnden sportlichen Erfolge des Brabham-Alfa-Teams: Es sei ein Versuch Chitis, mit einer Kombination aus eigenem Motor und eigenem Auto – einem „Alfa-Alfa“ – die Konkurrenzfähigkeit seines Motors zu beweisen. Der 177, Alfas erstes eigenes Formel-1-Auto seit über 20 Jahren, der noch mit dem Flachmotor ausgestattet war, sollte in erster Linie als Versuchsfahrzeug dienen und kam nach einer überstürzten Einsatzentscheidung des Konzernmanagements eher zufällig zu Einsätzen bei Weltmeisterschaftsläufen, weil der ab 1979 konzipierte, mit dem schmalen 1260-Motor ausgestattete Nachfolger, der Alfa Romeo 179, nicht rechtzeitig fertiggestellt wurde.

## Technik
Der Alfa Romeo hatte ein Vollmonocoque aus Aluminium. Die Karosserie bestand aus Kunststoff. Sie wirkte auf Beobachter „eher massig als elegant“. Die Vorderräder waren an Doppelquerlenkern aufgehängt, die Einheit aus Federn und Dämpfern war innenliegend montiert; an den Hinterrädern war die Feder-Dämpfer-Einheit außenliegend. Als Antriebseinheit diente der 3,0 Liter große Zwölfzylinder vom Typ 115-12, der angeblich 520 PS leistete und damit nominell etwa 30 PS stärker war als der von den meisten Teams verwendete DFV-Achtzylindermotor von Cosworth. Der höheren Leistung stand allerdings ein höheres Eigengewicht des Autos gegenüber. Mit einem Gewicht von 610 kg lag der Alfa Romeo 177 etwa 35 kg über dem erforderlichen Mindestgewicht. Nach Mo Nunns Ensign N179 war er unter Berücksichtigung der Werksangaben der zweitschwerste Wagen des Jahres 1979.
Der 177 war ein Einzelstück.

## Testfahrten
Der Alfa Romeo 177 hatte, als er seinen ersten Großen Preis bestritt, „ein Jahr harter Entwicklungsarbeit hinter sich“. Seit Mai 1978 führte Vittorio Brambilla, der „Gorilla von Monza“, eingehende Testfahrten mit dem Alfa 177 durch, die überwiegend auf Alfa Romeos eigener Teststrecke im norditalienischen Balocco stattfanden. Im August 1978 bestritt auch Niki Lauda einige Versuchsrunden, der Alfa Romeos Boxermotor aus den Brabham-Modellen kannte. Er äußerte sich negativ über die Konkurrenzfähigkeit des Fahrzeugs. Daraufhin verschob das Alfa-Management den Start des Wagens um ein weiteres halbes Jahr. Erst Anfang 1979 fiel die Entscheidung für einen Einsatz bei Weltmeisterschaftsläufen.

## Renneinsätze
Der Alfa Romeo 177 erschien bei vier Formel-1-Rennen. Die ersten drei von ihnen hatten Weltmeisterschaftsstatus; das letzte Rennen des Autos war dagegen eine nicht zur Weltmeisterschaft zählende Veranstaltung.
Der Alfa Romeo 177 debütierte beim Großen Preis von Belgien 1979 in Zolder. Die Meldung erfolgte – anders als in späteren Jahren, als der Markenname Alfa Romeo verwendet wurde – unter der Bezeichnung Autodelta. Fahrer war Bruno Giacomelli, der 1978 mit dem March-Werksteam die Formel-2-Europameisterschaft gewonnen hatte. Das von Carlo Chiti geleitete Team wurde bei seiner Ankunft skeptisch betrachtet und wegen einer teilweise veralteten Ausrüstung belächelt. Bei seinem Debüt im Alfa Romeo 177 qualifizierte sich Giacomelli vor den beiden turbogetriebenen Wagen von Renault für den 14. Startplatz. Im Rennen hielt sich Giacomelli im Mittelfeld, bevor er in Runde 22 mit dem Shadow-Piloten Elio de Angelis kollidierte. Beide Fahrer fielen infolge der Kollision aus.
Das anschließende Rennen in Monaco ließ Autodelta aus. Chiti befürchtete, dass sich sein Team bei dem prestigeträchtigen Rennen, zu dem nur 20 Fahrzeuge zugelassen waren, nicht qualifizieren würde.
Der zweite Weltmeisterschaftslauf des Alfa Romeo 177 war der Große Preis von Frankreich. Giacomelli ging vom 17. Startplatz ins Rennen. Er beendete den Weltmeisterschaftslauf mit fünf Runden Rückstand auf Platz 17.
Die folgenden Rennen in Großbritannien, Deutschland, Österreich und den Niederlanden ließ Autodelta wiederum aus. Das Team erschien erst wieder zwei Monate später beim Großen Preis von Italien in Monza. Giacomelli ging hier mit dem neu konstruierten Alfa Romeo 179 an den Start, der mit dem schmalen 1260-Motor ausgestattet war. Der alte 177 wurde in Monza von Vittorio Brambilla gefahren. Er war im Zeittraining eine halbe Sekunde langsamer als Giacomelli und erreichte Startplatz 22, vier Plätze hinter seinem Teamkollegen. Während Giacomelli in Runde 29 infolge eines Fahrfehlers ausschied, beendete Brambilla das Rennen. Er kam mit einer Runde Rückstand auf den Sieger (Jody Scheckter im Ferrari) auf Platz 12 ins Ziel.
Danach nahm Autodelta an keinen weiteren Weltmeisterschaftsläufen des Jahres 1979 mehr teil. Eine Woche nach dem Großen Preis von Italien fand in Imola der Gran Premio Dino Ferrari statt, ein Rennen ohne Weltmeisterschaftsstatus, zu dem insgesamt acht Formel-1-Teams antraten. Autodelta meldete den Alfa Romeo 177 wiederum für Brambilla und den neuen 179 für Giacomelli. Brambilla qualifizierte sich für den sechsten Startplatz; Giacomelli war 3,5 Sekunden langsamer und startete von Platz 12. Brambilla wurde mit einer Runde Rückstand auf den Sieger (Lauda im Brabham-Alfa) Neunter.

## Verbleib des Autos
Der Alfa Romeo 179 steht heute im Alfa-Werksmuseum in Mailand.

## Rennergebnisse bei Weltmeisterschaftsläufen
| Fahrer                           | Nr.                              | 1 | 2 | 3 | 4 | 5 | 6   | 7 | 8  | 9 | 10 | 11 | 12 | 13 | 14 | 15 | Punkte | Rang |
| -------------------------------- | -------------------------------- | - | - | - | - | - | --- | - | -- | - | -- | -- | -- | -- | -- | -- | ------ | ---- |
| Automobil-Weltmeisterschaft 1979 | Automobil-Weltmeisterschaft 1979 |   |   |   |   |   |     |   |    |   |    |    |    |    |    |    | 0      | —    |
| B. Giacomelli                    | 35                               |   |   |   |   |   | DNF |   | 17 |   |    |    |    |    |    |    | 0      | —    |
| V. Brambilla                     | 36                               |   |   |   |   |   |     |   |    |   |    |    |    | 12 |    |    | 0      | —    |